# Saison 2 de Pushing Daisies
Chronologie
Saison 1 de Pushing Daisies
Cet article présente la deuxième saison de la série télévisée Pushing Daisies.

## Distribution
- Lee Pace : Ned
- Anna Friel : Charlotte "Chuck" Charles
- Chi McBride : Emerson Cod
- Jim Dale : voix du narrateur
- Ellen Greene : Vivian Charles
- Swoosie Kurtz : Lily Charles
- Kristin Chenoweth : Olive Snook

## Diffusion
- En France, la saison a été diffusée sur Canal+ Family du 11 octobre 2009 au 15 novembre 2009. Elle a ensuite été rediffusée sur NRJ 12 du 16 juillet 2014 au 6 août 2014.

## Épisodes

### Épisode 1:Miel!
- États-Unis : 1er octobre 2008 sur ABC
- France :
- 11 octobre 2009 sur Canal+ Family
- 16 juillet 2014 sur NRJ 12

- États-Unis : 6,32 millions de téléspectateurs sur ABC (première diffusion)

### Épisode 2:Quel cirque!
- États-Unis : 8 octobre 2008 sur ABC
- France :
- 11 octobre 2009 sur Canal+ Family
- 16 juillet 2014 sur NRJ 12

- États-Unis : 5,55 millions de téléspectateurs sur ABC (première diffusion)

### Épisode 3:Des sœurs et des truffes
- États-Unis : 15 octobre 2008 sur ABC
- France :
- 11 octobre 2009 sur Canal+ Family
- 16 juillet 2014 sur NRJ 12

- États-Unis : 6,29 millions de téléspectateurs sur ABC (première diffusion)

### Épisode 4:Amitié singulière
- États-Unis : 22 octobre 2008 sur ABC
- France :
- 18 octobre 2009 sur Canal+ Family
- 23 juillet 2014 sur NRJ 12

Mise en scène : Lisa Joy, Gretchen J. Berg, Aaron Harberts
- Histoire : Lisa Joy

- États-Unis : 5,67 millions de téléspectateurs sur ABC (première diffusion)

- David Arquette (Randy Mann)
- Dana Davis (Barb)

### Épisode 5:Poker mangeur
- États-Unis : 18 octobre 2008 sur ABC
- France :
- 18 octobre 2009 sur Canal+ Family
- 23 juillet 2014 sur NRJ 12

- États-Unis : 6,64 millions de téléspectateurs sur ABC (première diffusion)

### Épisode 6:Tour de passe-passe
- États-Unis : 19 novembre 2008 sur ABC
- France :
- 25 octobre 2009 sur Canal+ Family
- 23 juillet 2014 sur NRJ 12

- États-Unis : 4,86 millions de téléspectateurs sur ABC (première diffusion)

### Épisode 7:Gredin des bois
- États-Unis : 26 novembre 2008 sur ABC
- France :
- 25 octobre 2009 sur Canal+ Family
- 30 juillet 2014 sur NRJ 12

- États-Unis : 4,45 millions de téléspectateurs sur ABC (première diffusion)

### Épisode 8:Concours de chefs
- États-Unis : 3 décembre 2008 sur ABC
- France :
- 1er novembre 2009 sur Canal+ Family
- 30 juillet 2014 sur NRJ 12

- États-Unis : 4,91 millions de téléspectateurs sur ABC (première diffusion)

### Épisode 9:La légende de Merle McQuoddy
- États-Unis : 10 décembre 2008 sur ABC
- France :
- 1er novembre 2009 sur Canal+ Family
- 30 juillet 2014 sur NRJ 12

- États-Unis : 4,96 millions de téléspectateurs sur ABC (première diffusion)

### Épisode 10:Coup de froid
- États-Unis : 17 décembre 2008 sur ABC
- France :
- 8 novembre 2009 sur Canal+ Family
- 6 août 2014 sur NRJ 12

- États-Unis : 4,82 millions de téléspectateurs sur ABC (première diffusion)

### Épisode 11:Meurtres à l'étalage
- États-Unis : 30 mai 2009 sur ABC
- France :
- 8 novembre 2009 sur Canal+ Family
- 6 août 2014 sur NRJ 12

- États-Unis : 2,35 millions de téléspectateurs sur ABC (première diffusion)

- David Arquette (Randy Mann)

### Épisode 12:Eau trouble
- États-Unis : 6 juin 2009 sur ABC
- France :
- 15 novembre 2009 sur Canal+ Family
- 6 août 2014 sur NRJ 12

Mise en scène : Peter Ocko
- Histoire : Lisa Joy, Jim Danger Gray

- États-Unis : 2,29 millions de téléspectateurs sur ABC (première diffusion)

- David Arquette (Randy Mann)
- Robert Picardo (Inspecteur Puget)

### Épisode 13:Le grand splash
- États-Unis : 13 juin 2009 sur ABC
- France :
- 15 novembre 2009 sur Canal+ Family
- 6 août 2014 sur NRJ 12

- États-Unis : 2,23 millions de téléspectateurs sur ABC (première diffusion)

- David Arquette (Randy Mann)